# Osso maxilar
Nos mamíferos, o maxilar é a estrutura da região frontal do crânio que suporta os dentes superiores e forma uma parte do palato, da cavidade nasal e da órbita ocular. 
Em zoologia, por vezes, usa-se a palavra maxilar (por exemplo, "maxilar inferior", nos mamíferos) para designar também a mandíbula.

## Articulação
É formado por um par de ossos geminados — as maxilas — que, nas extremidades rostrais (na linha média), articulam-se entre si em sínfise (fixa) e, nas restantes superfícies articulam se com os seguintes ossos:
- Nasal;
- Palatino;
- Etmoide;
- Frontal ;
- Zigomáticos;
- Lacrimal;
- Vômer e;
- Concha Nasal Inferior.

Cada maxila contém, da parte mediana à posterior, onze alvéolo dentário (encaixe para os dentes), respectivamente:
- Três alvéolos, que aumentam de tamanho do primeiro para o terceiro, para o engaste dos incisivos;
- Um alvéolo canino, bastante profundo;
- Quatro alvéolos pré-molares e;
- Três molares.

Estes números referem-se à boca dum mamífero com dentição completa; nos vários grupos de mamíferos, os números variam, tendo evoluído de acordo com o tipo de alimentação. 

## Patologias
A má formação da sutura mediana das maxilas provoca o defeito conhecido como lábio leporino.

## Componentes
Cada metade da maxila fundida pode ser divida em:
- Corpo da maxila;
- Forame infraorbital;
- Seio maxilar e;
- Quatro processos:
  - processo zigomático
  - processo frontal
  - Processo alveolar
  - Processo palatino

## Em outros animais
Nas aves, as maxilas formam a base do bico. Nos restantes craniados, as maxilas são também formadas por dois ossos, mas nos répteis e peixes existe um par de pré-maxilas.

## Imagens

Maxilas em verde. Vista lateral.
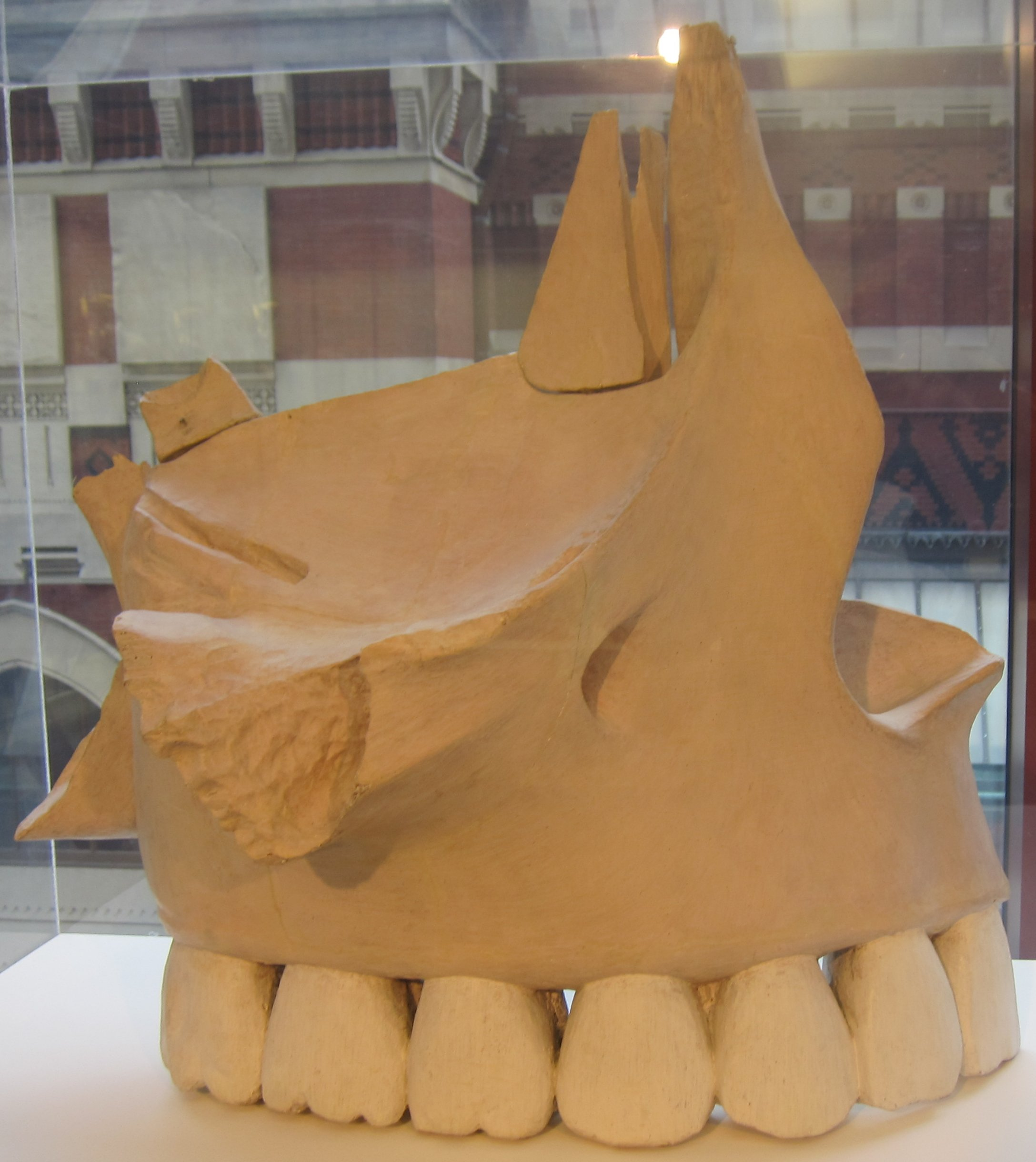
Modelo da maxila direita.
Maxila esquerda lateralmente.
Maxilas unidas, com dentes.
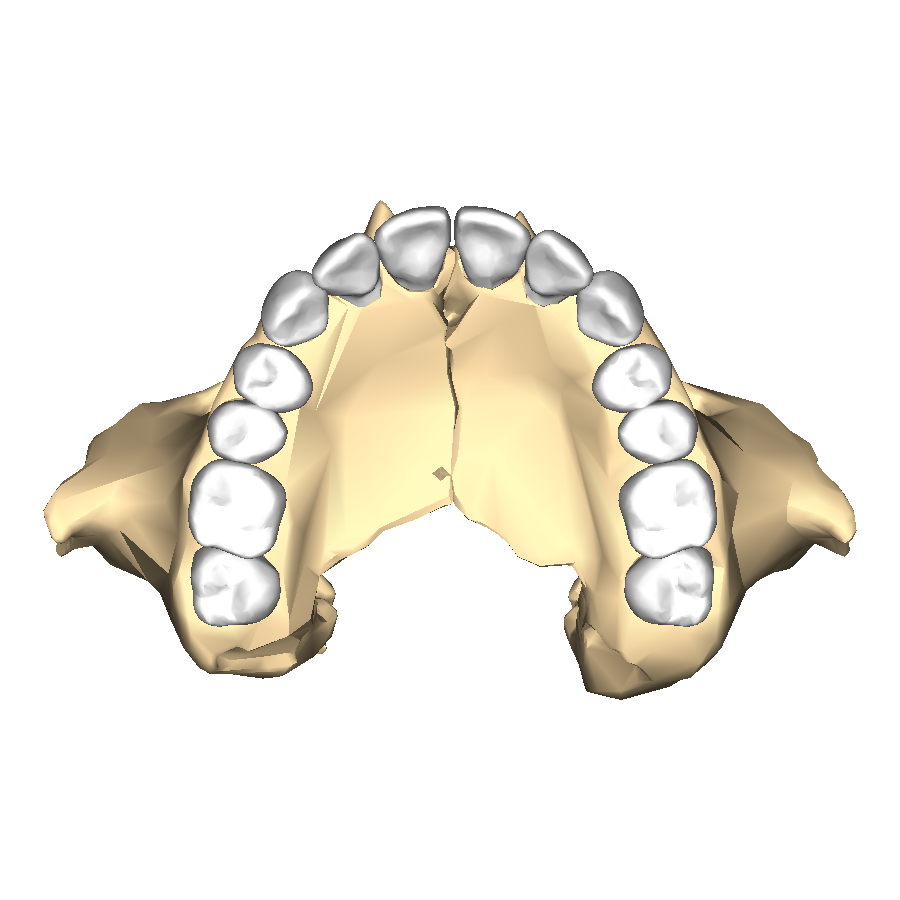
Vista inferior, com dentes.
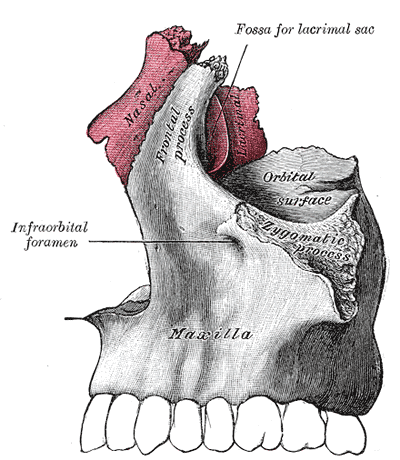
Superfície lateral.
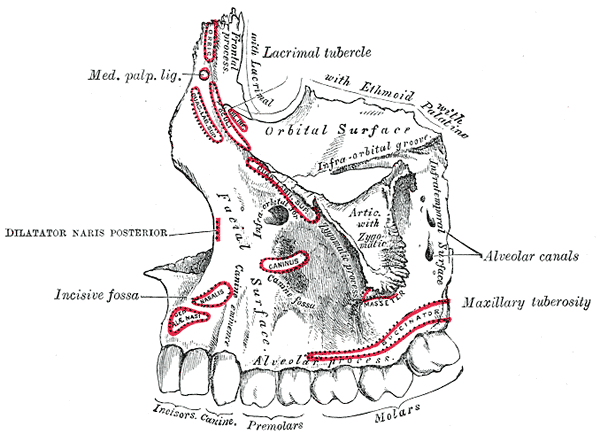
Interior da superfície lateral.
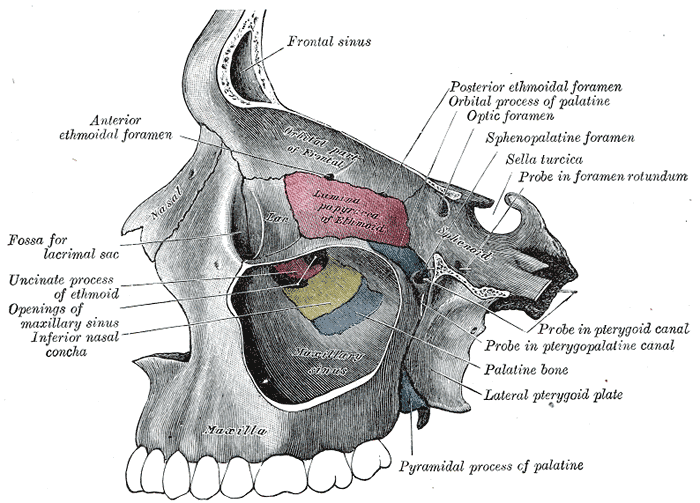
Superfície lateral esquematizada.
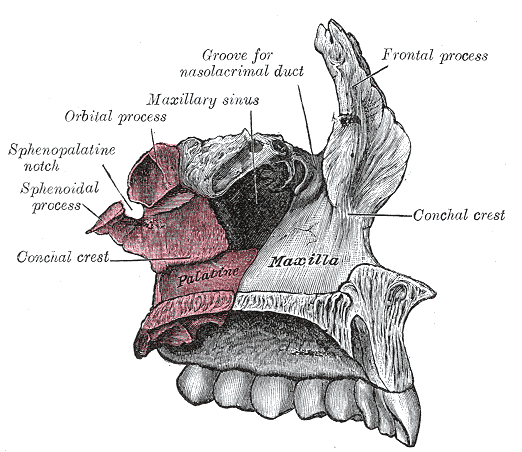
Superfície medial esquematizada.
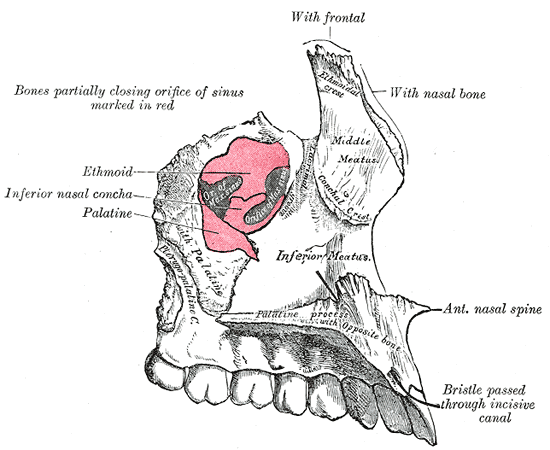
Interior da superfície medial.
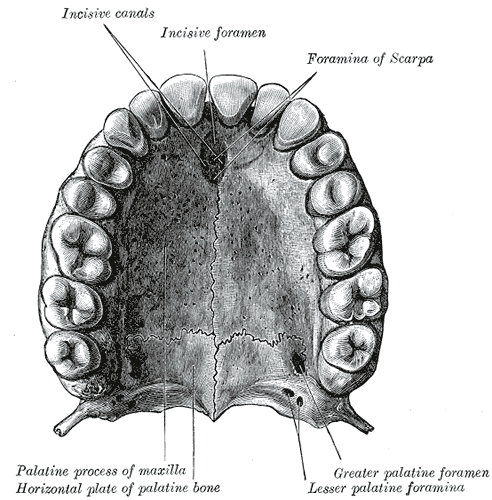
Localização no "céu da boca".